# Passiflora loretensis
Passiflora loretensis är en passionsblomsväxtart som beskrevs av Ellsworth Paine Killip. Passiflora loretensis ingår i släktet passionsblommor, och familjen passionsblomsväxter. Inga underarter finns listade i Catalogue of Life.